# Château de la Conninais
Le château de la Conninais est situé sur la commune de Taden en France.

## Localisation
Le château est situé sur la commune de Taden, près de l'église au lieu-dit La Conninais, dans le département des Côtes-d'Armor, dans la région Bretagne.

## Description
C'est un château à cour close et donjon du XVe siècle. L'entrée principale est ornée de cariatides, et présente un pavillon à tourelles pointues.

## Historique
Le château est inscrit au titre des monuments historiques par arrêté du 28 septembre 1926.

## Galerie

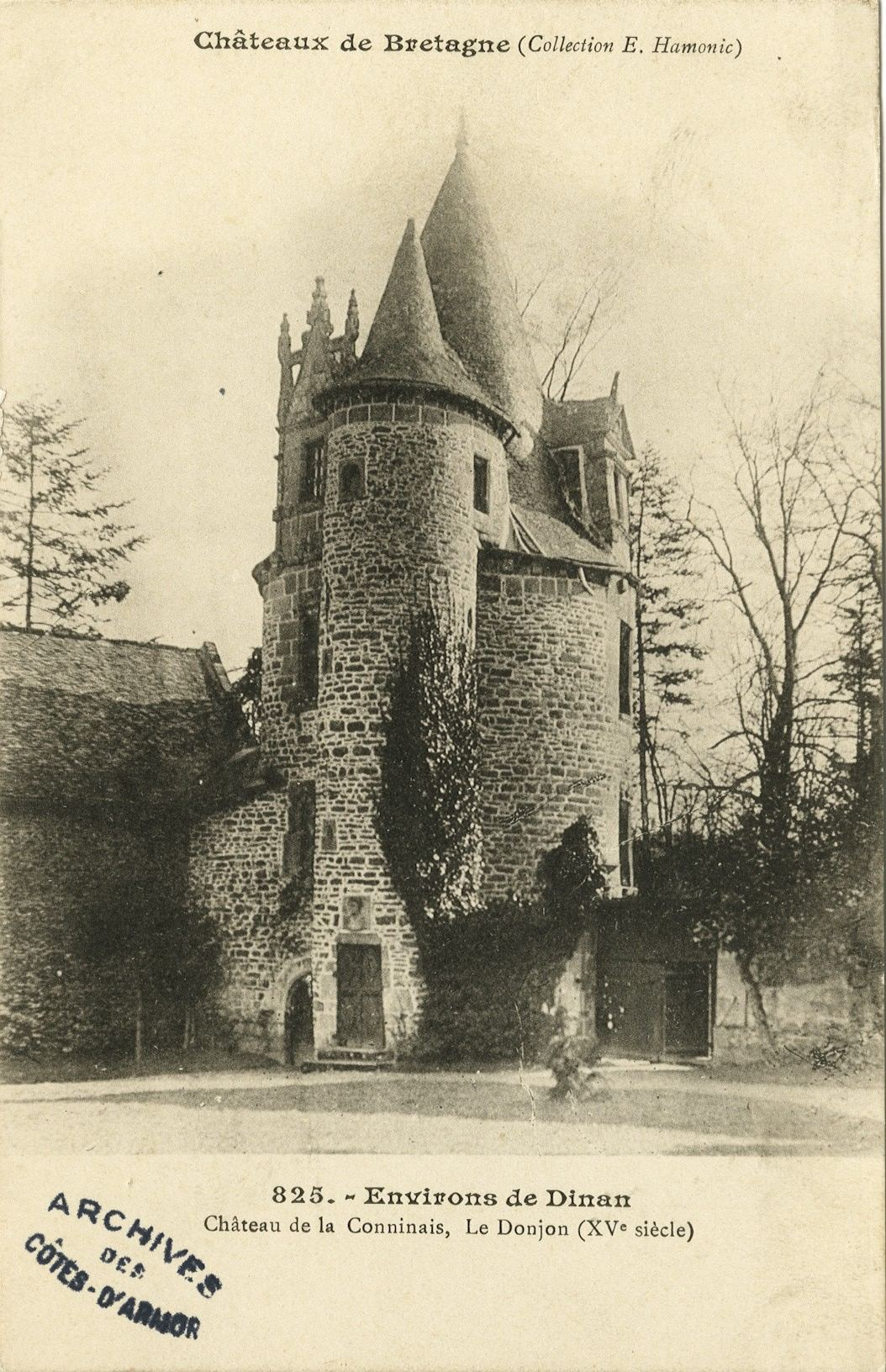
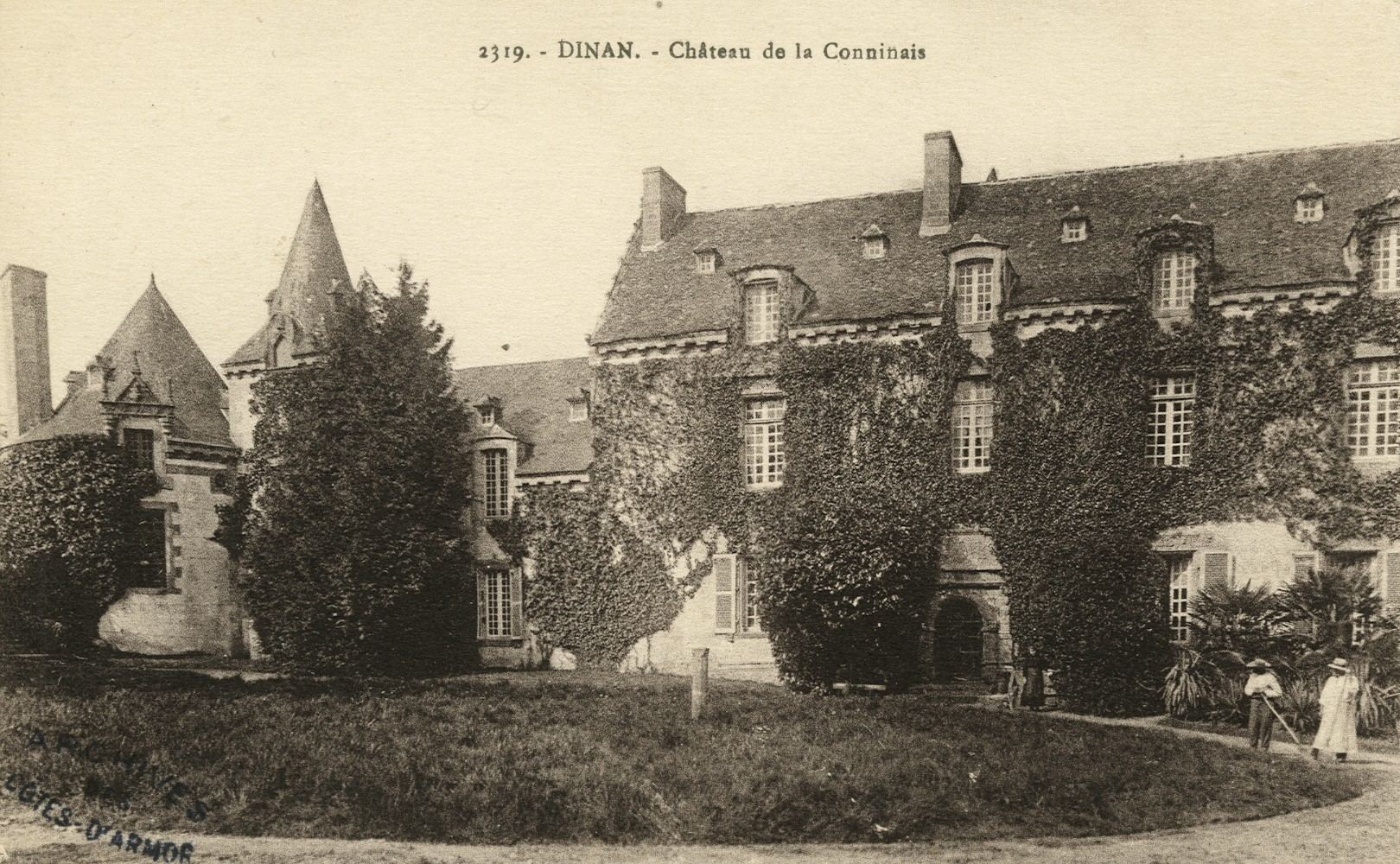
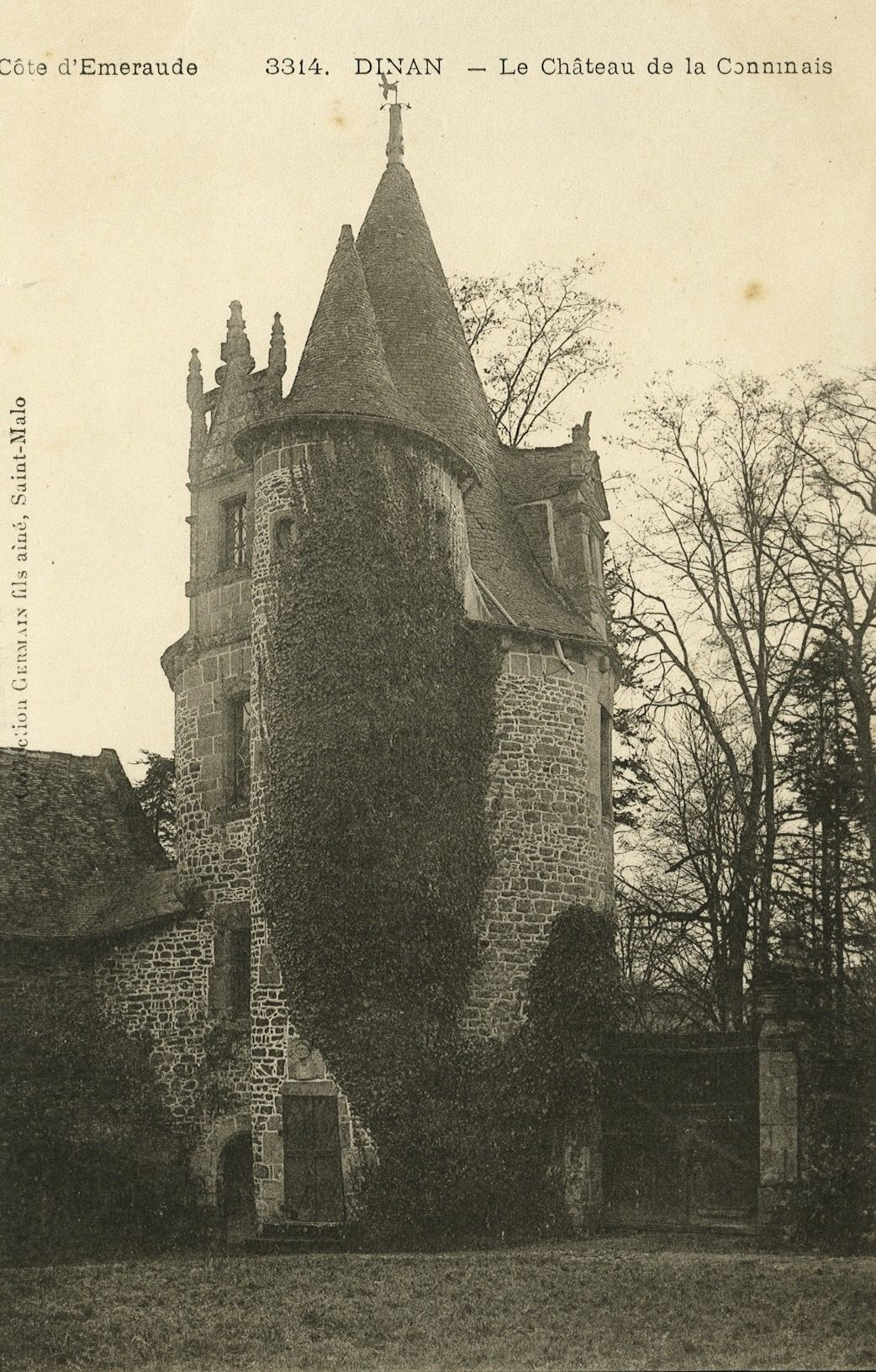